# Увы, увы!
«Увы, увы!» (русский перевод, англ. O Waly, Waly, также The Water is Wide, Roud 87) — популярная англоязычная народная песня шотландского происхождения. В Индексе народных песен Рауда тот же номер имеет народная баллада «Джеми Дуглас» (англ. Jamie Douglas, Child 204), поскольку во многих вариантах она содержит похожие слова. Однако в балладе присутствует чётко очерченный сюжет, тогда как песня имеет лирическую форму. То, как эти два произведения соотносятся, остаётся предметом дискуссий. В настоящее время популярность имеет вариант песни под названием The Water is Wide, сконструированный в начале XX века.
Первые версии песни появляются в двух публикациях 1720-х годов. Одна, под названием Wale' Wale' up yon Bank, была напечатана в 1725 году в сборнике Orpheus Caledonius Уильяма Томсона и содержала мелодию и четыре строфы, две из которых в изменённом виде присутствуют и в современном тексте. В то же время (предположительно в 1726 году) вышел второй том сборника Tea-Tables Miscellany Аллана Рэмзи, где присутствовал более длинный текст песни. Одна из семи добавочных строф также присутствует в балладе The Seamans Leave Taken Of His Sweetest Margery (впервые опубликована ок. 1650), ещё пять содержатся в песне Arthur’s Seat Shall Be My Bed, or: Love in Despair (опубликована ок. 1701). Песня, очевидно, была популярна в течение XVIII столетия, например, её в своих либретто указывали Джон Гей (балладная опера «Полли») и Джеймс Уорсдейл (A Cure for a Scold). Кроме этого мелодия песни фигурирует в собраниях обоих знаменитых шотландских композиторов того времени, Джеймса Освальда и Уильяма Макгиббона, а её текст — в сборниках Томаса Пёрси («Памятники старинной английской поэзии») и Дэвида Хёрда (Ancient And Modern Scottish Songs).
Варианты песни в репертуарах современных исполнителей ведут начало от обработанной версии под названием The Water is Wide, которую на основе собранных им записей Сесил Шарп фактически создал заново и опубликовал в 1906 году в своём сборнике Folk Songs From Somerset. Популярность песня начала набирать, когда в 1958 году Пит Сигер представил её в составе своего LP American Favorite Ballads, Vol. 2.
На русский язык песню (её вариант, присутствующий в сборнике Чайлда) под названием «Увы, увы!» перевёл Осип Борисович Румер.